# Robert Hanschitz
Robert Hanschitz (* 5. Juni 1957) ist ein ehemaliger österreichischer Fußballspieler.

## Karriere
Robert Hanschitz gehörte von 1975 bis 1980 der SSW Innsbruck (Sparkasse Swarovski Wacker Innsbruck) an, für die er bis 1979 in der 1. Division spielte, die  letzte Saison – bedingt durch den Abstieg – in der 2. Division. Sein Debüt in der höchsten Spielklasse im österreichischen Fußball gab er in der Folgesaison am 6. November 1976 (16. Spieltag) beim 1:1-Unentschieden im Heimspiel gegen den SK Rapid Wien. Seinen letzten Einsatz in seiner Premierensaison hatte er am 4. Juni 1977 (33. Spieltag) beim torlosen Remis im Heimspiel gegen SK VÖEST Linz. Sein erstes Punktspieltor erzielte er in der Folgesaison am 19. März 1978 (29. Spieltag) beim 3:3-Unentschieden im Auswärtsspiel gegen den FC Admira/Wacker mit dem Treffer zum 3:2 in der 73. Minute.
Die Saison 1980/81 kam er für den 1. FC Saarbrücken in der seinerzeit zweigleisigen 2. Bundesliga, in der Gruppe Süd, zum Einsatz. Nach 28 von 38 Punktspielen, in denen er sieben Tore erzielte, und dem Abstieg seiner Mannschaft als 17. von 20 teilnehmenden Mannschaften in die Oberliga Südwest verließ er den Verein. Zuvor bestritt er für den Verein noch zwei Spiele im DFB-Pokal-Wettbewerb. Sein erstes bestritt er am 4. Oktober 1980 beim 2:2-Unentschieden nach Verlängerung gegen den Freiburger FC in der 2. Runde, sein zweites am 28. Oktober 1980 bei der 1:3-Niederlage im Wiederholungsspiel.
Von 1981 bis 1983 spielte er für den SC Fortuna Köln in der nunmehr eingleisigen 2. Bundesliga. In seiner ersten Saison betritt er 23 Punktspiele, in denen er drei Tore erzielte, und als einziges Spiel im DFB-Pokal-Wettbewerb das am 10. Oktober 1981 mit 0:1 verlorene Zweitrundenspiel beim KSV Hessen Kassel. In seiner zweiten Saison gelang ihm ein Tor in lediglich 14 Punktspielen, doch im Wettbewerb um den DFB-Pokal trug er mit vier Spielen – außer dem Viertelfinale – zum Einzug ins Finale bei. In dem am 11. Juni 1983 in Köln vor 61.000 Zuschauern ausgetragenen Finale, das durch das in der 68. Minute von Pierre Littbarski erzielte Tor zugunsten des 1. FC Köln entschieden wurde, kam er mit Einwechslung für Hermann-Josef Werres in der 70. Minute zum Einsatz.
Die Saison 1983/84 bestritt er für den Zweitliganeuling SC Charlottenburg 26 Punktspiele und erzielte vier Tore. Am Saisonende musste der Neuling in die Oberliga Berlin zurückkehren; der 18. Platz reichte nicht aus, um die Klasse zu halten.
Die Saison 1984/85 spielte er für den Wiener Sport-Club, der als Zwölftplatzierter in die 2. Division absteigen musste; er beendete seine aktive Fußballerkarriere.

## Erfolge
- Österr. Meister 1977
- Österr. Pokalsieger 1978
- Österr. Pokalsieger 1979
- 2 B-Länderspiele 1978, 1979
- DFB-Pokal-Finalist 1983